# Bradysaurus
 (novembre 2019).
Si vous disposez d'ouvrages ou d'articles de référence ou si vous connaissez des sites web de qualité traitant du thème abordé ici, merci de compléter l'article en donnant les références utiles à sa vérifiabilité et en les liant à la section « Notes et références ».
Sous-famille
Genre
Espèces de rang inférieur
- † Bradysaurus baini Seeley, 1892, espèce type
- † Bradysaurus seleey Haughton and Boonstra,1929

Bradysaurus est un genre éteint de sauropsides de la famille des Pareiasauridae qui mesurait 2,50 mètres de long et pesait une demi-tonne à une tonne. Le crâne était large (environ 42 à 48 centimètres de long), large et arrondi à l'avant. Il était grossièrement sculpté et noueux, les sutures entre les os n'étant pas clairement visibles.

## Datation
Ses fossiles n'ont été retrouvés que dans le Permien (Capitanien) d'Afrique du Sud, ils datent d'environ entre 264,28 et 259,51 millions d'années.

## Anatomie
Les dents marginales étaient hautes, avec seulement quelques cuspides, ce qui est une caractéristique primitive. Les pieds étaient courts et larges, le nombre de phalanges étant de 2,3,3,3,2 à l'avant et de 2,3,3,4,3 à l'arrière. Le corps entier est protégé par des plaques cutanées, bien que celles-ci ne soient pas aussi épaisses ou lourdes que chez les formes plus avancées.

## Classification
Bradysaurus est le seul membre de la sous-famille des Bradysaurinae. C'est le pariasaure le plus primitif connu. Il peut être considéré comme un type ancestral à partir duquel les autres pariasaures se sont développés. Ses grandes dimensions montrent que, même très tôt dans leur histoire évolutive, ces animaux avaient déjà atteint une taille optimale. Même plus tard, les formes plus avancées, comme Scutosaurus, n'étaient pas plus grandes. L’avantage d’une taille importante était de se protéger contre les prédateurs et de maintenir une température corporelle stable (gigantothermie).
Kuhn, en 1969, compte neuf espèces pour ce genre, mais il s'agit certainement d'un nombre excessif. Boonstra, en 1969, ne distingue que quatre espèces sur la base de la structure de la dent, dont deux que Kuhn situe dans le genre Embrithosaurus. Les genres Brachypareia, Bradysuchus, Koalemasaurus et Platyoropha sont des synonymes de Bradysaurus.
B. baini (Seeley, 1892) est originaire de la zone à Tapinocephalus, dans la couche inférieure de Beaufort, dans le bassin du Karoo, en Afrique du Sud. C'est l' espèce type du genre. La région quadra-jugale (pommettes) n'était que modérément développée. Le museau était large et arrondi et il y avait 15 ou 16 paires de dents se chevauchant dans chaque mâchoire. Cet animal pourrait être considéré comme un parasiasa précoce générique. Selon Lee, 1997, le matériel disponible de B. baini ne présente pas d' autapomorphies ni d'autres caractéristiques distinctives.
B. seeleyi (Haughton et Boonstra, 1929) provient également de la zone à Tapinocephalus, dans la couche inférieure de Beaufort, dans le bassin du Karoo, en Afrique du Sud. C'est une forme moins commune. Boonstra, en 1969, la considère comme une espèce valide de Bradysaurus et Lee, en 1997, la place en groupe frère de paréiasaures plus avancés. B. seelyi semble être étroitement lié à Nochelesaurus et à Embrithosaurus. Contrairement à B. baini, plus nombreux mais de taille similaire, les pommettes étaient lourdes et fortement élargies. Il avait 19 ou 20 paires de dents se chevauchant fortement sur chaque mâchoire.